# David Rabinowitz
David Rabinowitz é um produtor cinematográfico, roteirista e ator americano. Como reconhecimento, foi nomeado ao Óscar 2019 na categoria de Melhor Roteiro Adaptado por BlacKkKlansman (2018).